# スコットランド君主一覧

1603年以前に使われたスコットランドの紋章。

スコットランド君主一覧では、スコットランド王国の国家元首を列挙する。伝承によれば、ケネス1世（ケネス・マカルピン）が最初のスコットランド王であり、843年に建国したとされている。アルバ王国ないし スコットランド王国とピクト王国の区別は、後世の中世の神話や命名法の変化による混乱によって生じたものに過ぎない。すなわち、ラテン語ではなく現地語によって記録がなされるようになった9世紀末ころに、ドナルド2世の治下で「Rex Pictorum」 (ピクト王)という称号が「ri Alban」 (アルバ王)に変更されたのであるが、この時代には、ゲール語における「アルバ」はブリテン（古い意味での）を意味するのではなくピクト王国を意味するようになっていたのである。したがって、ピクト王国はそのままゲール語でアルバ王国と呼ばれるものであり、後に英語でスコットランド王国と呼ばれるものなのである。これらの用語は両言語において今日まで保持されている。遅くとも11世紀後期から、スコットランドの王はラテン語で自身を「rex Scottorum」、すなわち「スコット人の王（King of Scots）」と称していた。「スコット人の王（King of Scots）」の称号が廃止されたのは、1707年、イングランド王国とスコットランド王国が統合してグレートブリテン王国となった時である。かくしてアンはスコットランドの最後の君主（さらにはイングランドの最後の君主）となり、最初のグレート・ブリテンの君主となった。両王国は1603年以来、同君連合となっており、1651年にスクーンで戴冠したチャールズ2世が、実際にスコットランドにおいて戴冠した最後の君主であった。

## 戴冠の宣誓
ジェームズ6世からチャールズ2世までにすべてのスコットランド王が述べた戴冠の宣誓がスコットランド議会に承認されたのは1567年である。
I, N.N., promise faithfully, in the presence of the eternal, my God, that I, enduring the whole Course of my Life, shall serve the same Eternal, my God, to the utmost of my Power, accordingly as he required in his most Holy Word, revealed and contained in the New and Old Testament; and according to the same Word shall maintain the true Religion of Jesus Christ, the preaching of his Holy Word, and due and right administration of his Sacraments, now received and practised within this Realm; and shall abolish and oppose all false Religion contrary to the same; and shall rule the People committed to my Charge, according to the Will and Command of God, revealed in his foresaid Word, and according to the lovable Laws and Constitutions received in this Realm, in no way repugnant to the said Word of the Eternal, my God; and shall procure to my utmost to the Kirk of God and whole Christian people true and perfect Peace in all times coming; the Rights and Rents, with all just privileges of the Crown of Scotland, I shall preserve and keep inviolate, neither shall I transfer nor alienate the same; I shall forbid and repress in all Estates and all Degrees theft, Oppression and all kind of Wrong; in all Judgements, I shall command and procure that Justice and Equity be kept to all creatures without exception, as he be merciful to me and you that is the Lord and Father of all Mercies; and out of all my lands and empire I shall be careful to root out all Heresy and Enemies to the true Worship of God, that shall be convicted by the true Kirk of God of the foresaid Crimes; and these Things above-written I faithfully affirm by my solemn Oath.
我、○○は、永遠なるもの即ち我が神の御前にて、次のことを誠実に約束する。我は、我が一生にわたって、その永遠なるもの即ち我が神に、
新旧約聖書において啓示されかつ記載された、その至聖なる御言葉によって神が求めるところに従って、我が力の最大限をもって仕えるものとし、並びに、その御言葉に従って、今、この王国内において受け入れられ、かつ行われている、イエス・キリストの真の信仰、その聖なる御言葉の説教、及びその聖奠の正しい執行を、護るものとし、並びに、これに反する全ての誤った信仰を、滅ぼし、かつ妨げるものとし、並びに、我が庇護に委ねられた人民を、前述の御言葉によって啓示された神の意志と命令に従い、かつ、この王国において受け入れられている愛すべき法令に従い、永遠なるもの即ち我が神のその御言葉に違うことなく、治めるものとし、並びに、我が最大限において、神の教会及び全てのキリスト者に対し、真の全き平和を、未来永劫において、もたらすものとする。権利及び地代は、スコットランド国王の正当な特権とともに、我は、保持し、かつ、侵害されることなきよう保つものとし、我は、これを移転し又は譲渡しないものとする。我は、全ての身分及び地位において、窃盗、弾圧及び全ての種類の不正を、禁止し、抑止するものとする。全ての裁判において、我は、我に対しても諸君に対しても主にしていとも慈悲深き父であるものが慈悲深くあるように、正義と衡平が全ての被造物に例外なく保たれることとなるよう、命じ、取り計らうものとする。そして、我が全ての土地及び帝国から、我は、異端及び神の真の崇拝に対する敵対者であって神の教会によりかかる罪を宣告されたものの全てを、根絶するよう、注意を払うものとする。そして、これらの上述のものごとを、我は、我が厳粛な宣誓により、誠実に確約する。
メアリー2世、ウィリアム2世およびアンの述べた戴冠の宣誓がスコットランド議会に承認されたのは、1689年 4月18日である。 その宣誓の内容は次の通りである。
WE William and Mary, King and Queen of Scotland, faithfully promise and swear, by this our solemn Oath, in presence of the Eternal God, that during the whole Course of our Life we will serve the same Eternal God, to the uttermost of our Power, according as he has required in his most Holy Word, revealed and contained in the New and Old Testament; and according to the same Word shall maintain the true Religion of Christ Jesus, the preaching of his Holy Word, and the due and right Ministration of the Sacraments, now received and preached within the Realm of Scotland; and shall abolish and gainstand all false Religion contrary to the same, and shall rule the People committed to our Charge, according to the Will and Command of God, revealed in his aforesaid Word, and according to the laudable Laws and Constitutions received in this Realm, no ways repugnant to the said Word of the Eternal God; and shall procure, to the utmost of our power, to the Kirk of God, and whole Christian People, true and perfect Peace in all time coming. That we shall preserve and keep inviolated the Rights and Rents, with all just Privileges of the Crown of Scotland, neither shall we transfer nor alienate the same; that we shall forbid and repress in all Estates and Degrees, Reif, Oppression and all kind of Wrong. And we shall command and procure, that Justice and Equity in all Judgments be kept to all Persons without exception, us the Lord and Father of all Mercies shall be merciful to us. And we shall be careful to root out all Heretics and Enemies to the true Worship of God, that shall be convicted by the true Kirk of God, of the aforesaid Crimes, out of our Lands and Empire of Scotland. And we faithfully affirm the Things above-written by our solemn Oath.
我ら、スコットランド王及び女王ウィリアム及びメアリーは、この我らが厳粛な宣誓により、永遠なる神の御前にて、次のことを誠実に約束し、誓う。我らが一生にわたって、我らは、その永遠なる神に、新旧約聖書において啓示されかつ記載された、その至聖なる御言葉によって神が求めるところに従って、我らが力の最大限をもって仕えることとし、並びに、その御言葉に従って、今、スコットランド王国内において受け入れられ、かつ行われている、キリスト・イエスの真の信仰、その聖なる御言葉の説教、及びその聖奠の正しい執行を、護るものとし、並びに、これに反する全ての誤った信仰を、滅ぼし、かつ阻むものとし、並びに、我らが庇護に委ねられた人民を、前述の御言葉によって啓示された神の意志と命令に従い、かつ、この王国において受け入れられている讃えるべき法令に従い、永遠なる神のその御言葉に違うことなく、治めるものとし、並びに、我らが力の最大限において、神の教会、及び全てのキリスト者に対し、真の全き平和を、未来永劫において、もたらすものとする。我らは、権利及び地代を、スコットランド国王の正当な特権とともに、保持し、かつ、侵害されることなきよう保つものとし、我らは、これを移転し又は譲渡しないものとする。我らは、全ての身分及び地位において、強奪、弾圧及び全ての種類の不正を、禁止し、抑止するものとする。そして、我らは、主にしていとも慈悲深き父が我らに対して慈悲深くあるように、全ての裁判において正義と衡平が全ての被造物に例外なく保たれることとなるよう、命じ、取り計らうものとする。そして、我らは、異端者及び神の真の崇拝に対する敵対者であって神の教会によりかかる罪を宣告されたものの全てを、我らが全ての土地及びスコットランド帝国から根絶するよう、注意を払うものとする。そして、我らは、上述のものごとを、我らが厳粛な宣誓により、誠実に確約する。

## スコットランドの君主一覧

### アルピン家 (848年 - 1034年)
ケネス1世の治世により始まるのがアルピン家であるが、これは完全に近代的な概念である。ケネス1世の子孫は2つの支流に分かれ、王位も2家の間で交代し、一方の家の王が、他方の側の王位僭称者による戦争や暗殺によって、落命することもしばしばであった。マルカム2世はアルピン朝最後の王である。彼は、その治世において敵対者を滅ぼすことに成功し、男子はなかったものの、王位をその娘の子であるダンカン1世に継がせることができた。これがダンケルド家の始まりである。
| 肖像画 | 伝統的な近代英語名 (近代ゲール語)             | 中世ゲール語名                     | 王朝における出自                | 治世                     | 称号                                                           | 綽名                                  |
| ------ | --------------------------------------------- | ---------------------------------- | ------------------------------- | ------------------------ | -------------------------------------------------------------- | ------------------------------------- |
|        | ケネス1世 (Coinneach mac Ailpein)             | Cináed mac Ailpín Ciniod m. Ailpin | アルピン王の息子                | 843/848年 - 858年2月13日 | Rex Pictorum ("ピクト王")                                      | An Ferbasach "征服王"                 |
|        | ドナルド1世 (Dòmhnall mac Ailpein)            | Domnall mac Ailpín                 | アルピンの息子及びケネス1世の弟 | 858年 – 862年4月13日     | Rex Pictorum ("ピクト王")                                      |                                       |
|        | コンスタンティン1世 (Còiseam mac Choinnich)   | Causantín mac Cináeda              | ケネス1世の息子                 | 862年–877年              | Rex Pictorum ("ピクト王")                                      | An Finn-Shoichleach, "ワインの豊穣王" |
|        | エイ (Aodh mac Choinnich)                     | Áed mac Cináeda                    | ケネス1世の息子                 | 877年–878年              | Rex Pictorum ("ピクト王")                                      |                                       |
|        | ギリク (Griogair mac Dhunghail)               | Giric mac Dúngail                  | ドナルド1世の息子               | 878年–889年              |                                                                | Mac Rath, "幸運の息子"                |
|        | ヨーカ                                        | Eochaid mac Run                    | † ケネス1世の孫                 | *878年–889年?            |                                                                |                                       |
|        | ドナルド2世 (Dòmhnall mac Chòiseim)           | Domnall mac Causantín              | コンスタンティン1世の息子       | 889年–900年              | Rí Alban ("スコットランド王") Rì nan Albannaich ("スコット王") | Dásachtach, "マダム"ないし"狂王"      |
|        | コンスタンティン2世 (Còiseam mac Aoidh)       | Causantín mac Áeda                 | エイの息子                      | 900年–943年              | Rí Alban                                                       | An Midhaise, "中年王".                |
|        | マルカム1世 (Maol Chaluim mac Dhòmhnaill)     | Máel Coluim mac Domnaill           | ドナルド2世の息子               | 943年–954年              | Rí Alban                                                       | An Bodhbhdercc, "危険な赤王"          |
|        | インダルフ                                    | Ildulb mac Causantín               | コンスタンティン2世の息子       | 954年–962年              | Rí Alban                                                       | An Ionsaighthigh, "積極王"            |
|        | ダフ (Dubh or Duff) (Dubh mac Mhaoil Chaluim) | Dub mac Maíl Choluim               | マルカム1世の息子               | 962年–967年              | Rí Alban                                                       | Dén, "激烈王"                         |
|        | カリン (Cailean)                              | Cuilén mac Ilduilb                 | インダルフの息子                | 967年–971年              | Rí Alban                                                       | An Fionn, "白王"                      |
|        | アムライフ (Amhlaigh)                         | Amlaíb mac Ilduilb                 | インダルフの息子                | * 973年頃–977年          | Rí Alban                                                       |                                       |
|        | ケネス2世 (Coinneach mac Mhaoil Chaluim)      | Cináed mac Maíl Choluim            | マルカム1世の息子               | 971年 頃977年–995年      | Rí Alban                                                       | An Fionnghalach, "兄弟殺し王"         |
|        | コンスタンティン3世 (Còiseam mac Chailein)    | Causantín mac Cuiléin              | カリンの息子                    | 995年–997年              | Rí Alban                                                       |                                       |
|        | ケネス3世 (Coinneach mac Dhuibh)              | Cináed mac Duib                    | ダフの息子                      | 997年 – 1005年3月25日    | Rí Alban                                                       | An Donn, "首領"/ "茶毛王".            |
|        | マルカム2世 (Maol Chaluim mac Choinnich)      | Máel Coluim mac Cináeda            | ケネス2世の息子                 | 1005年–1034年            | Rí Alban / Rex Scotiae                                         | Forranach, "破壊王";                  |

* ヨーカが即位したことの証拠は明らかではない。ヨーカは実際には王でなかったかもしれない。仮にヨーカが王であったなら、ギリクとの共同王であったはずである。アムライフは、977年逝去との記述によってのみ知られており、そこではアムライフはアルバ王とされている。ケネス2世は972年から973年の間も王であったとされているから、アムライフは973年から977年までの間に権力を有していたのであろう。
† ヨーカはストラスクライド王ランの息子であるが、母親はケネス1世の娘である。

### ダンケルド家 (1034年 - 1286年)
ダンカン1世 がマルカム2世の女系の孫として王位を継承したことに始まる。さほど成功しなかった治世の後、ダンカン1世はマクベスとの戦いで戦死した。マクベスの治世は、長く、かつ、比較的成功している。 1057年から1058年までの間のいくつかの戦闘において、ダンカン1世の息子であるマルカム3世は、マクベスとその継子で後継者であったルーラッハを敗死させ王位を主張した。王朝内の抗争はこれで収まらず、マルカム3世が戦死すると、その弟であるドナルド・バンはマルカム3世の息子たちをスコットランドから追放して王位を主張した。一族間の内戦はさらに続いた。ドナルド3世とマルカム3世の息子であるエドマンドに対して、イングランドの支援を受けたマルカム3世の息子たち（最初はダンカン2世、その次はエドガー）が対抗した。エドガーは勝利し、叔父と兄弟を修道院に送った。デイヴィッド1世の治世の後は、スコットランド王位は、長子相続制に基づき、父から子へ、それが可能でなければ兄から弟に、継承されるようになった。
| 肖像画 | 現代英語名 中世の称号                                                         | 現代ゲール語名 中世ゲール語名 綽名                                                       | 王朝における出自 (父方の家系)                                                 | 母方の出自 (母方の家系)                                     | 治世 (年月)             |                          |                                           |
| ------ | ----------------------------------------------------------------------------- | ---------------------------------------------------------------------------------------- | ----------------------------------------------------------------------------- | ----------------------------------------------------------- | ----------------------- | ------------------------ | ----------------------------------------- |
|        | ダンカン1世 Rí Alban                                                          | Donnchadh mac Crìonain Donnchad mac Crínáin An t-Ilgarach "病王" ないし "風王"           | マルカム2世の孫 (アルピン家)                                                  | マルカム2世の娘ベソック (アルピン家)                        | 1034年–1040年 (7年間)   |                          |                                           |
|        | マクベス Rí Alban                                                             | MacBheatha mac Fhionnlaigh Mac Bethad mac Findláich Rí Deircc "赤王"                     | 1)マリ領主フィンレックの息子 2) マルカム2世の孫 3)ケネス3世の孫娘グロッホの夫 | マルカム2世の娘ドウナダ (アルピン家)                        | 1040年–1057年 (18年間)  |                          |                                           |
|        | ルーラッハ Rí Alban                                                           | Lughlagh mac Gille Chomghain Lulach mac Gille Comgaín Tairbith "不幸王" - Fatuus, "愚王" | 1)マリ領主ギラコムガン の息子 2) ケネス3世の曾孫 (アルピン家)                 | ケネス3世の孫娘グロッホ (アルピン家)                        | 1057年–1058年 (1年未満) |                          |                                           |
|        | マルカム3世 Rí Alban Scottorum basileus                                       | Maol Chaluim mac Dhonnchaidh Máel Coluim mac Donnchada ? Cenn Mór ("Canmore") "大首領王" | ダンカン1世の息子                                                             | ノーサンブリア伯シューアドの姉妹シビル (クヌート大王の一族) | 1058年–1093年 (35年間)  |                          |                                           |
|        | ドナルド3世 (Dòmhnall mac Dhonnchaidh) (Domnall mac Donnchada)                |                                                                                          | ダンカン1世の息子                                                             |                                                             | 1093年–1097年 (4年間)   | Rí Alban                 | Bán, "美王".                              |
|        | ダンカン2世 (Donnchadh mac Mhaoil Chaluim) (Donnchad mac Maíl Choluim)        |                                                                                          | マルカム3世の息子                                                             |                                                             | 1094年 (1年間)          | Rí Alba n/ Rex Scottorum |                                           |
|        | エドガー (Eagar mac Mhaoil Chaluim) (Étgar mac Maíl Choluim)                  |                                                                                          | マルカム3世の息子                                                             |                                                             | 1097年–1107年 (10年間)  | Rí Alban/ Rex Scottorum  | Probus, "勇敢王"                          |
|        | アレグザンダー1世 (Alasdair mac Mhaoil Chaluim) (Alaxandair mac Maíl Choluim) |                                                                                          | マルカム3世の息子                                                             |                                                             | 1107年–1124年 (17年間)  | Rí Alban/ Rex Scottorum  | "獰猛王"                                  |
|        | デイヴィッド1世 (Dàibhidh mac Mhaoil Chaluim) (Dabíd mac Maíl Choluim)        |                                                                                          | マルカム3世の息子                                                             |                                                             | 1124年–1153年 (29年間)  | Rí Alban/ Rex Scottorum  | "聖王"                                    |
|        | マルカム4世 (Maol Chaluim mac Eanraig) (Máel Coluim mac Eanric)               |                                                                                          | デイヴィッド1世の孫                                                           |                                                             | 1153年–1165年 (12年間)  | Rí Alban/ Rex Scottorum  | Virgo "The Maiden" - Cenn Mór, "大首領王" |
|        | ウィリアム1世 "獅子王" (Uilleam mac Eanraig) (Uilliam mac Eanric)             |                                                                                          | デイヴィッド1世の孫                                                           |                                                             | 1165年–1214年 (49年間)  | Rí Alban / Rex Scottorum | "獅子王" - Garbh, "粗野王"                |
|        | アレグザンダー2世 (Alasdair mac Uilleim) (Alaxandair mac Uilliam)             |                                                                                          | ウィリアム1世の息子                                                           |                                                             | 1214年–1249年 (35年間)  | Rí Alban / Rex Scottorum |                                           |
|        | アレグザンダー3世 (Alasdair mac Alasdair) (Alaxandair mac Alaxandair)         |                                                                                          | アレグザンダー2世の息子                                                       |                                                             | 1249年–1286年 (37年間)  | Rí Alban / Rex Scottorum |                                           |

### スヴェレ家 (1286年 - 1290年)
ダンケルド家最後の王がアレグザンダー3世 である。彼の妃は2人の息子と1人の娘を産んだが、1286年までに息子たちは死去し、娘のマーガレットはノルウェー王 エイリーク2世に嫁いだものの同じくマーガレットという一人娘を遺して死去してしまった。アレグザンダー3世は再婚したが、1286年に乗馬中の事故により死亡した。妃のヨランド・ド・ドルーは妊娠していたものの、1286年11月までに彼女の全ての希望であった息子は亡くなってしまった。 したがって、ソールズベリー条約により、スコットランド守護者はアレグザンダー3世の孫娘であるマーガレットをスコットランド女王と認定した。マーガレットは、父の国であるノルウェー王国に残っていたが、1290年秋にスコットランドへ出発した。しかしながらマーガレットは、その旅程において当時ノルウェー領だったオークニー諸島で死亡しており、スコットランドの土を踏むこともなく、またスクーンにおいて戴冠もしなかった。そのため彼女は、女王として扱われないこともある。
| 名前                                        | 肖像画 | 誕生                                                             | 結婚 | 死去                              | 王朝における出自        |
| ------------------------------------------- | ------ | ---------------------------------------------------------------- | ---- | --------------------------------- | ----------------------- |
| マーガレット ノルウェーの乙女 1286年–1290年 |        | 1283年4月 ノルウェー ノルウェー王エイリーク2世とマーガレットの娘 | 未婚 | 1290年9/10月 オークニー諸島 7歳没 | アレグザンダー3世の孫娘 |

### ベイリャル家 (1292年 - 1296年)
マーガレットが死去するとスコットランドは後継者不在による2年間の空位期間を迎えた。マーガレットの死でウィリアム1世の血は絶え、また長子相続制による明白な後継者もいなかった。13人の候補者が存在したが、その中で最も有力だったのが、ウィリアム1世の弟であるハンティンドン伯デイヴィッドの曾孫であるジョン・ベイリャルと、同じく孫であるアナンデール男爵ロバート・ド・ブルースであった。スコットランドの有力者たちは、仲裁を求めてイングランド王 エドワード1世を招聘した。エドワード1世はこれに応じたが、彼等をして自身への忠誠を強要した。最終的にジョン・ベイリャルが王となるべきことと決定したが、彼は弱く無能であることが明らかとなり、1296年にエドワード1世によって王位を放棄させられた。エドワード1世は、イングランドによるスコットランドの併合を目論んでいたのである。
| 名前                                                                             | 肖像画 | 誕生     | 結婚                                                            | 死去                                | 王朝における出自                                        |
| -------------------------------------------------------------------------------- | ------ | -------- | --------------------------------------------------------------- | ----------------------------------- | ------------------------------------------------------- |
| ジョン・ベイリャル Toom Tabard ("中身のない外套王") (Iain Balliol) 1292年–1296年 |        | 1249年頃 | イザベル・ド・ワーレン 1281年2月9日 少なくとも1人の息子を儲ける | 1314年11月25日 フランス、ピカルディ | ハンティンドン伯デイヴィッド（ウィリアム1世の弟）の曾孫 |

### ブルース家 (1306年 - 1371年)
10年にわたり、スコットランドには自国の国王がいなかった。しかし、スコットランド人はイングランドの支配を受け入れることを拒絶し、最初はウィリアム・ウォレスのもとで、ウォレス処刑後はロバート・ド・ブルース（1292年に王位を争った者の孫）のもとでイングランド人と戦った。ブルースとその支持者は王位を争うバッドノック男爵ジョン3世・カミンを1306年2月10日にダムフリアーズのグレイフライアーズ教会で殺害した。それから程なくして、1306年にブルースはスクーンでスコットランド国王として戴冠した。ブルースが強力であったことと、精力的なエドワード1世が軟弱なエドワード2世に交替したことにより、スコットランドはイングランドの支配から自由となった。1314年のバノックバーンの戦いでスコットランド軍はイングランド軍を潰走させ、1329年までにイングランドはスコットランドの独立を受け入れることを条約により同意した。ブルースの後継者デイヴィッド2世は幼少であったため、イングランドはスコットランドとの戦争を再開し、ジョン・ベイリャルの息子であるエドワード・ベイリャルはデイヴィッド2世を追放して王位につきスコットランド南部の複数の州をイングランドに割譲したが、後に追放された。デイヴィッド2世の人生の大半は亡命中の身であり、最初は同盟国フランスで自由の身であったが、その後イングランドで投獄され、スコットランドに戻ることができたのは1357年であった。1371年にデイヴィッド2世が子を残すことなく死去したことでブルース家は断絶した。
| 名前                                                | 肖像画 | 誕生 | 結婚 | 死去                                                                                       | 王朝における出自                                            |
| --------------------------------------------------- | ------ | --- | --- | ------------------------------------------------------------------------------------------ | ----------------------------------------------------------- |
| ロバート1世 幸運王 (Roibert a Briuis) 1306年–1329年 |        | 1274年7月11日 ターンベリー城, エアシャー 6代アナンデイル領主ロバート・ド・ブルース とキャリック女伯マージョリーの息子 | イザベル・オブ・マー 1295年 1人娘を儲ける エリザベス・ド・バラ ライトル, エセックス, イングランド 1302年 3人の子を儲ける                                                       | 1329年6月7日 ダンバートンシャーのカードロス・マナー（アーガイル・アンド・ビュート） 54歳没 | ウィリアム1世の弟 ハンティンドン伯デイヴィッドの玄孫 (選出) |
| デイヴィッド2世 (Dàibhidh Bruis) 1329年–1371年      |        | 1324年3月5日 ファイフのダンファームリン宮殿 ロバート1世とエリザベス・ド・バラの息子                                   | ジョーン・オブ・ザ・タワー バーウィック・アポン・ツイード 1328年7月18日 子を儲けず マーガレット・ドラモンド インチマーダック（Inchmurdach）, ファイフ 1364年2月20日 子を儲けず | 1371年2月22日 エディンバラ城 46歳没                                                        | ロバート1世の息子(長子相続)                                 |

### ステュアート朝

#### 1371年 - 1567年
ロバート・ステュアートはロバート1世が後に儲けた娘マージョリーの息子である。1316年に生まれたロバート・ステュアートは叔父のデイヴィッド2世よりも年上で結果的には老齢に達すると精力的に統治するのが困難となり、この問題はまた息子のロバート3世が落馬で負傷したことで生ずることになった。これらの2つのことは若い王が後継したことで生じる摂政統治が連続することになった。最終的にはステュアート朝の時代は王室が不活発の時期が見られ、この間に貴族は王から力を奪い、これは君主による個々の支配期間により続いた。この間で王ないし女王は自身が幼少であることと以前の長い統治の結果でよって生ずる問題に接しようと試みた。貴族の力が扱いにくくなったことによりスコットランドの治世は次第に困難になった。ジェームズ1世は王国の混乱を納めようとしたものの暗殺され、ジェームズ3世は息子のジェームズ4世が率いる貴族との内戦で殺され、そのジェームズ4世は厳格に統治し且つ貴族を抑圧してフロドゥンの戦いで戦死し、ジェームズ4世の妃でジェームズ5世 の摂政に任命されたマーガレット・テューダーは貴族に追われ、ジェームズ5世の妃であるメアリー・オブ・ギーズは自身の幼い娘であるメアリー1世の摂政である間、貴族の派閥が分裂して制圧され、更には豊富なフランスの賄賂が撒かれたことでスコットランドの支配を継承した。最終的にジェームズ5世の娘であるメアリー1世は貴族に尊大な態度で接し且つカルヴァン派に好意的でメアリー1世が奉じるカトリックを認めない住民と妥協しなかったことで自身が統治することが出来ないことを悟った。メアリー1世は退位してイングランド女王エリザベス1世のもとに亡命した。メアリー1世の退位で幼少の息子のジェームズ6世がスコットランド王になった。
| 名前                                                                                                   | 肖像画 | 生誕 | 結婚 | 死去                                                                            | 王朝の位置づけ                    |
| --- | ------ | --- | --- | ------------------------------------------------------------------------------- | --------------------------------- |
| ロバート2世 the Steward (Roibert II Stiùbhairt) 1371年–1390年                                          |        | 1316年3月2日 スコットランド, レンフルーシャイア ウォルター・ステュアートとマージョリー・ブルースの息子       | エリザベス・ミュア 1336年 (教会法上のものか不明) 1349年 (教皇の特免状による) 10人の子を儲ける ユーフェミア・ド・ロス 1355年5月2日 4人の子を儲ける                                                                          | 1390年4月19日 ダンドナルド城, エアシャー 74歳没                                 | ロバート1世の孫 (長子相続)        |
| ロバート3世 (born John Stewart) the Lame King (Roibert III Stiùbhairt, An Righ Bhacaigh) 1390年–1406年 |        | 1337年 ロバート2世とエリザベス・ミュアの息子                                                                 | アナベラ・ドラモンド 1367年 7人の子を儲ける | 1406年4月4日 ロスシー城 69歳没                                                  | ロバート2世の息子 (長子相続)      |
| ジェームズ1世 (Seumas I Stiùbhairt) 1406年–1437年                                                      |        | 1394年7月後半 ダンファームリン宮殿, ファイフ ロバート3世とアナベラ・ドラモンドの息子                         | ジョウン・ボーフォート サウスワーク大聖堂 1424年2月2日 8人の子を儲ける | 1437年2月21日 ブラックフライアーズ, パース 42歳没                               | ロバート3世の息子 (長子相続)      |
| ジェームズ2世 Fiery Face (Seumas II Stiùbhairt) 1437年–1460年                                          |        | 1430年10月16日 ホリールード寺院, エディンバラ ジェームズ1世とジョウン・ボーフォートの息子                    | メアリー・オブ・グエルダース ホリールード寺院 1449年7月3日 7人の子を儲ける | 1460年8月3日 ロクスバラ城 29歳没                                                | ジェームズ1世の息子(長子相続)     |
| ジェームズ3世 (Seumas III Stiùbhairt) 1460年–1488年                                                    |        | 1451年7月10日 スターリング城ないしセント・アンドリュース城 ジェームズ2世とメアリー・オブ・グエルダースの息子 | マーガレット・オブ・デンマーク ホリールード寺院 1469年7月13日 3人の子を儲ける | 1488年6月11日 ソーキバーン 36歳没                                               | ジェームズ2世の息子 (長子相続)    |
| ジェームズ4世 (Seumas IV Stiùbhairt) 1488年–1513年                                                     |        | 1473年3月17日 スターリング城 ジェームズ3世とマーガレット・オブ・デンマークの息子                             | マーガレット・テューダー ホリールード寺院 1503年8月3日 6人の子を儲ける | 1513年9月9日 イングランド、ノーサンバーランド 、フロドゥン 40歳没               | ジェームス3世の息子 (長子相続)    |
| ジェームズ5世 (Seumas V Stiùbhairt) 1513年–1542年                                                      |        | 1512年4月15日 リンリスゴー城, ウェスト・ロージアン ジェームズ4世とマーガレット・テューダーの息子             | マデリン・オブ・ヴァロワ ノートルダム寺院, パリ, フランス 1537年1月1日 子を儲けず メアリー・オブ・ギーズ ノートルダム寺院, パリ, フランス 1538年6月18日 3人の子を儲ける                                                    | 1542年12月14日 フォークランド宮殿, ファイフ 30歳没                              | ジェームズ4世の息子 (長子相続)    |
| メアリー1世 フランス王妃 (Mairi Stiùbhairt) 1542–1567                                                  |        | 1542年12月8日 リンリスゴー城 ジェームズ5世とメアリー・オブ・ギーズの娘                                       | フランス王フランソワ2世 1558年4月24日 子を儲けず ダーンリー卿ヘンリー・ステュアート ホリールード宮殿, エディンバラ 1565年7月9日 1子を儲ける ボスウェル伯ジェームズ・ヘップバーン ホリールード宮殿 1567年5月15日 子を儲けず | 1587年2月8日 フォザリンゲイ城, ノーサンプトンシャー, イングランド 44歳没 (刑死) | ジェームズ5世の娘(女子の長子相続) |

#### 1567年 - 1651年
レノックス伯系ステュアート家はステュアート家の分家であるが、初代スコットランド王ロバート2世の男系子孫ではなく、その祖先である第4代王室執事長アレグザンダー・ステュアートの男系子孫である。過去にはフランスとの古い同盟の手段を介して一族はフランス語から来るStuartを姓に用いた。最終的にはレノックス伯マシュー・ステュアートの息子であるダーンリー卿ヘンリーがメアリー1世と結婚したことで、レノックス伯系ステュアート家の最初の王となる彼らの息子はステュアート家として統治した。
1603年にジェームズ6世はエリザベス1世の死後、イングランド及びアイルランドの王ジェームズ1世となったが、イングランドとスコットランドの2つの王冠は分離しており、君主による統治は主にイングランドに基盤を置いた。
ジェームズ1世の息子のチャールズ1世は内戦に直面し、これが8年間続いた結果、チャールズ1世の処刑で終わった。イングランド議会は自国の君主制の終焉を布告したが、スコットランド議会は幾度か熟考した結果、イングランドとの連携の輪を絶ち、チャールズ1世の息子であるチャールズ2世を自国の王であると宣言した。チャールズ2世はオリヴァー・クロムウェルによってスコットランドを追われる1651年まで統治した。
| 名前                                                 | 肖像画 | 生誕 | 結婚 | 死去                                                                        | 王朝の位置づけ                |
| ---------------------------------------------------- | ------ | --- | --- | --------------------------------------------------------------------------- | ----------------------------- |
| ジェームズ6世 (Seumas VI Stiùbhairt) 1567年–1625年   |        | 1566年6月19日 エディンバラ城 ダーンリー卿ヘンリー・ステュアートとメアリー1世の息子                                     | アン・オブ・デンマーク オールドビショップ宮殿, オスロ, ノルウェー 1589年11月23日 7人の子を儲ける                    | 1625年3月27日 セオバルズ・ハウス, ハートフォードシャー, イングランド 58歳没 | メアリー1世の息子 (長子相続)  |
| チャールズ1世 (Teàrlach I Stiùbhairt) 1625年–1649年  |        | 1600年11月19日 ダンファームリン宮殿, ダンファームリン ジェームズ6世とアン・オブ・デンマークの息子                      | ヘンリエッタ・マリア・オブ・フランス 聖オーガスティン教会, カンタベリー, イングランド 1625年6月13日 9人の子を儲ける | 1649年1月30日 ホワイトホール宮殿, ロンドン, イングランド 48歳没 (刑死)      | ジェームズ6世の息子(刑死)     |
| チャールズ2世 (Teàrlach II Stiùbhairt) 1649年–1651年 |        | 1630年5月29日 セント・ジェームズ宮殿, ロンドン, イングランド チャールズ1世とヘンリエッタ・マリア・オブ・フランスの息子 | キャサリン・オブ・ブラガンザ ポーツマス, イングランド 1662年5月14日 子を儲けず                                      | 1685年2月6日 ホワイトホール宮殿, ロンドン, イングランド 54歳没              | チャールズ1世の息子(長子相続) |

### 復古ステュアート朝 (1660年 - 1707年)
王政復古の結果、ステュアート家は再びスコットランドの王位についた。しかしながらスコットランドの統治は尊重されなかった、スコットランド議会はチャールズ2世の統治中に解散させられ、その弟であるジェームズ2世はスコットランドに総督を派遣した。ジェームズ2世自身は1685年 にスコットランド王ジェームズ7世となった。そのカトリック主義は非寛容であったために3年後にイングランドを追われた。イングランド王位にはジェームズ7世の娘のメアリーとその夫でオランダ総督であるウェレムが就いた。夫妻はスコットランド議会による審議の後にスコットランドの君主であることを受け入れ、メアリー2世及びウィリアム2世として共に統治した。
イングランドに対抗する形でのダリエン計画を通してのスコットランド植民帝国を築こうとした試みは失敗し、スコットランドは国として破産した。このことはジェームズ7世の娘であるアンの女王即位と符合する。アンには多くの子供がいたが誰一人生き残らなかった、アンが死ぬと後継者は異母弟の ジェームズであった。後継者として、イングランドはプロテスタントのゾフィー（ジェームズ6世の孫）を支持し、スコットランドはスコットランド人を祖先とするステュアート家のジェームズの方を好み、イングランドとスコットランドの王冠の合同は崩壊する恐れがあった。合同を維持するためにイングランドはスコットランド・イングランド両王国が共通の君主と唯一の議会が統治するグレートブリテン王国として合併する計画を練った。両国民議会はこの案に同意し（スコットランドは不本意だったが、第一に財政が動機付けた）、スコットランド王国はイングランドと合併して消滅した。それ以降は、君主はスコットランド国家全体を統治したが、それは連合王国としてである。
| 名前                                                                                    | 肖像画 | 誕生 | 結婚 | 死去                                                           | 王朝の位置づけ                          |
| --------------------------------------------------------------------------------------- | ------ | --- | --- | -------------------------------------------------------------- | --------------------------------------- |
| チャールズ2世 (Teàrlach II Stiùbhairt) 1660年–1685年                                    |        | 1630年5月29日 セント・ジェームズ宮殿, ロンドン, イングランド チャールズ1世とヘンリエッタ・マリア・オブ・フランスの息子  | キャサリン・オブ・ブラガンザ ポーツマス, イングランド 1662年5月14日 子を儲けず                                                                            | 1685年2月6日 ホワイトホール宮殿, ロンドン, イングランド 54歳没 | チャールズ1世の息子(長子相続)           |
| ジェームズ7世 (Seumas VII Stiùbhairt) 1685年–1688年                                     |        | 1633年10月14日 セント・ジェームズ宮殿、ロンドン、イングランド チャールズ1世とヘンリエッタ・マリア・オブ・フランスの息子 | アン・ハイド ストランド, ロンドン, イングランド 1660年9月3日 8人の子を儲ける メアリー・オブ・モデナ ドーバー, イングランド 1673年11月21日 7人の子を儲ける | 1701年9月16日 サン＝ジェルマン＝アン＝レー城, フランス 67歳没  | チャールズ1世の息子(長子相続)           |
| メアリー2世 (Mairi II Stiùbhairt) 1689年–1694年                                         |        | 1662年4月30日 セント・ジェームズ宮殿、イングランド ジェームズ2世とアン・ハイドの娘                                      | セント・ジェームズ宮殿 1677年11月4日 3人の子を儲ける(全員死亡)                                                                                            | 1694年12月28日 ケンジントン宮殿, イングランド 32歳没           | チャールズ1世の孫(議会による招聘)       |
| ウィリアム2世 (Uilleam Orains, "William of Orange") 1689年–1702年                       |        | 1650年11月4日 ハーグ, オランダ共和国 ウィレム2世とメアリー・ヘンリエッタ・ステュアートの息子                            | セント・ジェームズ宮殿 1677年11月4日 3人の子を儲ける(全員死亡)                                                                                            | 1702年3月8日 ケンジントン宮殿 51歳没                           | チャールズ1世の孫(議会による招聘)       |
| アン (Anna Stiùbhairt) 1702年–1707年 グレートブリテン及びアイルランド女王 1707年–1714年 |        | 1665年2月6日 セント・ジェームズ宮殿 ジェームズ2世とアン・ハイドの娘                                                     | ジョージ (カンバーランド公) セント・ジェームズ宮殿 1683年6月28日 17人の子を儲ける                                                                         | 1714年8月1日 ケンジントン宮殿 49歳没                           | ジェームズ7世の娘(長子相続; 権利の章典) |

以後は イギリス君主一覧を参考のこと。

## ジャコバイトによる請求
ジェームズ7世はイングランド、スコットランド及びアイルランド王位を請求し続けた。1701年にジェームズ7世が死ぬと息子のジェームズは父の請求権を引き継ぎ、スコットランド王ジェームズ8世及びイングランド・アイルランド王ジェームズ3世と呼ばれた。ジェームズはイングランド・スコットランド両王国がグレートブリテン王国として合併されて消滅した後でさえ、その生涯の大半を請求権に費やした。1715年に異母姉のアンが死に、従兄弟のジョージ1世が即位するとジェームズはスコットランドに上陸して王位請求を試みたが、失敗して大陸に逃走した。1745年に息子のチャールズは2回目の試みを行ったがこれも失敗した。ジェームズの2人の息子が共に嫡子を残すことなく没したことでステュアート家は断絶した。
- ジェームズ8世 (Seumas VIII),  老僭称者, ジェームズ7世の息子, 1701年から死去する1766年まで王位を請求。
- チャールズ3世 (Teàrlach III), 若僭称者 または愛しのチャールズ王子, ジェームズ8世の息子, 父の死から1788年に死ぬまで王位を請求、嫡子を残さず。
- ヘンリー1世 (Eanraig I), チャールズ3世の弟。1807年に未婚のまま没する。

1807年以降、ジャコバイトの請求権は、最初はサヴォイア家 (1807–1840)に、次はオーストリア＝エステ家 (1840–1919)に、最終的にはヴィッテルスバッハ家 (1919年以降)に渡った。現在の相続人はフランツ・フォン・バイエルンである。フランツ及び1807年以降の請求者の誰もが請求権を行使していない。

## その他の請求者
- イディ・アミン, ウガンダの大統領1971年–1979年, 1975年にスコットランド王を自ら宣言(2003年に亡命先で死亡)。[47]
- en:Michel Roger Lafosse 1979年以降オルバニー公及びスコットランド王位継承者を主張。[要出典]

## 連合法
連合法は、en:Treaty of Unionを施行することを 1706年 7月22日に同意し、その後、アン女王の委員の代表とイングランド・スコットランド両議会の間での交渉が延長した1706年から1707年の間にイングランド・スコットランド両議会で通った2つの議員立法である。 立法ではイングランド・スコットランド両王国が参加してグレートブリテン王国として統一されることになっていた。
エリザベス女王の死後の1603年にスコットランド王ジェームズ6世がイングランド・アイルランド両王位を継承した王冠の合同以来、スコットランドとイングランドは共有の君主を戴いていた。王冠の合同の記載にも係わらず、1707年の連合法より先に2つの分かれた王国の王冠が同じ頭に戴かれていた。3つの不成功に終わった試み（1606年、1667年、1689年）は連合法によって統一されたが、それは18世紀初頭までではなく、その観念は両国の政治的支配層の意思が成功し（仮に国民に意思がなくとも）、それによって2つの分かれた国には共に一つの議会と同様に単一の君主がもたらされた。